# Jesús González Pérez
Jesús González Pérez (Peñaranda de Bracamonte, 1924-Madrid, 28 de enero de 2019) fue un jurista español especializado en Derecho procesal y administrativo y fundador de la editorial Civitas. Fue registrador de la propiedad y académico miembro de la Real Academia de Jurisprudencia y de la Real Academia de Ciencias Morales y Políticas.

## Trayectoria profesional
Fundador de la firma de abogados JGP, era Doctor en Derecho y en Ciencias Políticas por la Universidad Complutense.
Fue catedrático de Derecho Administrativo de la Universidad de La Laguna desde 1957. Fue miembro de número del Instituto Español de Derecho Procesal y del Instituto de Estudios Políticos.
Fue uno de los fundadores de la editorial Civitas, que luego sería traspasada con el mismo nombre a la multinacional Thomson Reuters. Es autor de numerosas publicaciones destacando su “Derecho procesal administrativo”, sus “Comentarios a la Ley de la Jurisdicción contencioso-administrativa”, y su “Derecho procesal constitucional”. Otras obras a destacar entre la cincuentena de libros escritos son: El procedimiento administrativo (1964), El administrado (1966), Administración Pública y libertad (1972), La justicia administrativa en España (1974), La dignidad de la persona (1986), Comentarios a la Ley del suelo (5ª ed. 1988), Comentarios a la Ley de procedimiento administrativo (1977), Las licencias de urbanismo (1978), Responsabilidad Patrimonial de las Administraciones Pública (7ª ed. 2015), Comentarios a la Ley de Régimen jurídico de las Administraciones públicas y del procedimiento administrativo común (en colaboración con González Navarro) (4ª ed. 2007), El derecho a la tutela jurisdiccional (3ª ed. 2001). También fue autor de otros muchos estudios, artículos, prólogos y comentarios de jurisprudencia.
Como legislador, fue redactor del Anteproyecto de Ley de la jurisdicción contencioso-administrativa (sancionada en 1.956) junto con  Manuel Ballbé. También redactó el anteproyecto de la Ley de expropiación forzosa de 1954, y su Reglamento. Perteneció al Gabinete técnico de la Subsecretaría de Educación Nacional (1951-56) y como miembro de la Secretaría General Técnica de la Presidencia del Gobierno, intervino en la elaboración de numerosos ante-proyectos de Ley: Ley de procedimiento administrativo y Ley del patrimonio del Estado; Ley General Tributaria de 1963 y su adaptación a la Constitución de 1978.
Colaboró en la elaboración de leyes de varios países iberoamericanos: Ley de la Jurisdicción contencioso-administrativa de Costa Rica de 1.966, Ley de Justicia administrativa del Estado de Jalisco de 1999, Ley Federal de procedimiento administrativo del Distrito Federal y Ley federal de procedimiento administrativo de México.